# مونيبريغا
بلدية مونيبريغا (بالإسبانية: Munébrega) هي بلدية تقع في مقاطعة سرقسطة التابعة لمنطقة أراغون شمال شرق إسبانيا.

## الديموغرافيا
بلغ عدد سكان بلدية مونيبريغا 5.433 نسمة عام 2011 (وفقاً للمعهد الوطني الإسباني للإحصاء).
| 485 | 483 | 461 | 437 | 431 | 469 | 5.433 |

## أعلام
- خوان فرنانديز